# Aoide
Aoide var i antikens grekiska mytologi, i regionen Boiotien, namnet på en av de tre ursprungliga muserna och sångens gudinna. Hon sades vara dotter till Uranos och Gaia samt syster till övningens gudinna Melete och minnets gudinna Mneme. Aoid, Melete och Mneme är de tre ursprungliga muserna innan systemet med nio muser uppkom.